# Pyrus trilocularis
Pyrus trilocularis är en rosväxtart som beskrevs av D.K. Zang och P.C. Huang. Pyrus trilocularis ingår i släktet päronsläktet, och familjen rosväxter. Inga underarter finns listade i Catalogue of Life.